# Angela Marsons
Angela Marsons (Brierley Hill, 1968) è una scrittrice britannica, ha venduto tre milioni di copie dei suoi romanzi in poco più di tre anni dalla pubblicazione del suo primo giallo.

## Biografia
Guardia di sicurezza al Merry Hill Shopping Centre di Brierley Hill, dopo 25 anni in cui nessuna casa editrice ha voluto pubblicare i suoi libri, nel 2015 riesce finalmente a pubblicare tre libri della sua serie poliziesca con l'editore digitale Bookouture. I suoi libri sono tutti ambientati nel Black Country (Gran Bretagna). Il personaggio principale della serie criminale è l'investigatrice Kim Stone. Il successo dei libri su Kim Stone pubblicati in digitale ha portato a un accordo di stampa con l'editore Bonnier Publishing Fiction. Con la casa editrice Bookouture ha firmato un contratto che prevede la pubblicazione di 16 libri della serie Kim Stone.
In Italia i suoi libri vengono pubblicati dalla Newton Compton Editori.
Vive con la compagna Julie nella Black Country.
Con Le verità sepolte ha vinto il Premio Bancarella nel 2020.

## Opere

### Serie Kim Stone
1. Urla nel silenzio (Silent Scream, 2015), Roma, Newton Compton Editori, 2015, traduzione di Angela Ricci ISBN 978-88-541-8627-9.
2. Il gioco del male (Evil Games, 2015), Roma, Newton Compton Editori, 2016, traduzione di Erica Farsetti e Angela Ricci ISBN 978-88-541-9477-9.
3. La ragazza scomparsa (Lost Girls, 2015), Roma, Newton Compton Editori, 2017, traduzione di Erica Farsetti e Renata Moro ISBN 978-88-227-0775-8.
4. Una morte perfetta (Play Dead, 2016), Roma, Newton Compton Editori, 2018, traduzione di Erica Farsetti e Clara Nubile ISBN 978-88-227-2123-5.
5. Linea di sangue (Blood Lines, 2016), Roma, Newton Compton Editori, 2019, traduzione di Nello Giugliano ISBN 978-88-227-3027-5.
6. Le verità sepolte (Dead Souls, 2017), Roma, Newton Compton Editori, 2019, traduzione di Nello Giugliano ISBN 978-88-227-3387-0.
7. Quelli che uccidono (Broken Bones, 2017), Roma, Newton Compton Editori, 2021, traduzione di Erica Farsetti ISBN 978-88-227-5151-5.
8. Vittime innocenti (Dying Truth, 2018), Roma, Newton Compton Editori, 2022, traduzione di Erica Farsetti ISBN 978-88-227-6432-4.
9. Promessa mortale (Fatal Promise, 2018), Roma, Newton Compton Editori, 2023, traduzione di Giulio Lupieri ISBN 978-88-227-7182-7
10. La memoria dei morti (Dead Memories, 2019), Roma, Newton Compton Editori, settembre 2023, traduzione di Giulio Lupieri ISBN 978-88-227-7931-1.
11. La mossa dell'assassino (Child's Play, 2019), Roma, Newton Compton Editori, 2024, traduzione di Anna Ricci ISBN 9788822782069
12. Il primo cadavere (First Blood, 2019), Roma, Newton Compton Editori, 2020 traduzione di Erica Farsetti ISBN 978-88-227-3930-8. (Nota: pur essendo successivo ai primi romanzi, questo episodio è il prequel di tutta la saga e diegeticamente va collocato all'inizio)
13. Una mente assassina (Killing Mind, 2020), Roma, Newton Compton Editori, 2025, traduzione di Anna Ricci ISBN 9788822788535
14. Deadly Cry (2020)
15. Twisted Lies (2021)
16. Stolen Ones (2021)
17. Six Graves (2022)
18. Hidden Scars (2022)
19. Deadly Fate (2023)
20. Bad Blood (2023)

### Altri romanzi
- Dear Mother (2014)
- The Forgotten Woman (2016)